# Stizocephalus brevirostris
Stizocephalus brevirostris är en insektsart som beskrevs av Alan C. Eyles 1970. Stizocephalus brevirostris ingår i släktet Stizocephalus och familjen Rhyparochromidae. Inga underarter finns listade i Catalogue of Life.